# Медали ВДНХ
Медали ВДНХ — нагрудные знаки отличия Всесоюзной сельскохозяйственной выставки, Выставки достижений народного хозяйства СССР (ВДНХ СССР) и позднее Всероссийского выставочного центра.

## Медали ВСХВ
Участники ВСХВ, показавшие лучшие образцы работы, награждались медалями выставки, присуждаемыми главным комитетом:
- В 1939—1940 годах — большой и малой золотой, большой и малой серебряной медалями «Передовику социалистического сельского хозяйства».
- С 1954 года — большой и малой золотой, большой и малой серебряной медалями «За успехи в социалистическом сельском хозяйстве».
- С 1955 года — медалями участника ВСХВ и свидетельствами, в которых указывались номер медали и дата выдачи.

Участники выставки отмечались также знаками «Участник всесоюзной сельскохозяйственной выставки» и «Юный участник всесоюзной сельскохозяйственной выставки». Прочие участники ВСХВ награждались грамотами и свидетельствами без медалей.

## Медали ВДНХ
После создания ВДНХ СССР награждения проводились Главным комитетом ВДНХ СССР:
- В 1959—1962 годах — большой и малой золотой, большой и малой серебряной медалями «За успехи в народном хозяйстве СССР».
- В 1962—1986 годах — золотой, серебряной и бронзовой медалями «За успехи в народном хозяйстве СССР». Кроме медалей, участники выставки награждались ценными премиями. Иногда выдача медалей и ценных премий происходили одновременно. Выдачи медалей и ценных премий (в форме разнообразных подарков) производились на основе постановлений Главного комитета Совета ВДНХ. Выписки из приложения к постановлениям выдавались всем награждённым.
- В 1959—1987 годах — медалями «Юный участник ВДНХ» (одновременно в выдаваемых свидетельствах указывались номер и дата выдачи медалей).
- С 1987 года — медалями «Лауреат ВДНХ СССР» (с 1992 года — ВВЦ) двух степеней.

В 1999 году участники выставки были награждены медалью «60 лет ВСХВ — ВДНХ СССР — ВВЦ».

## Описание
Основным сюжетом нагрудных знаков является союз рабочего класса и крестьянства, который имел разное художественное выражение в разные годы существования награды.

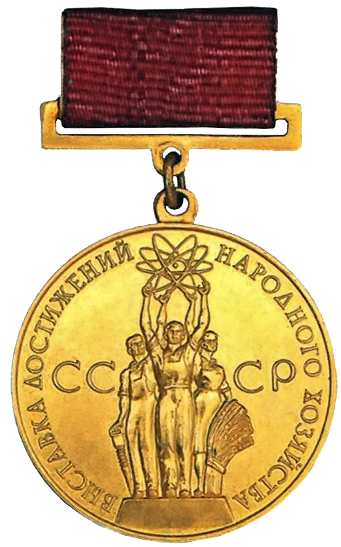
Золотая медаль ВДНХ
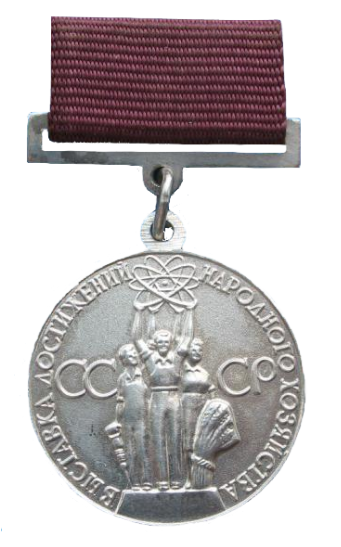
Серебряная медаль ВДНХ
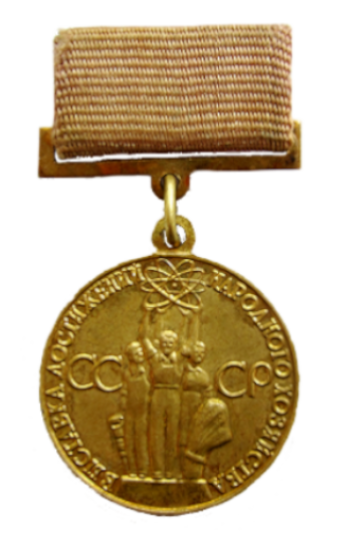
Бронзовая медаль ВДНХ
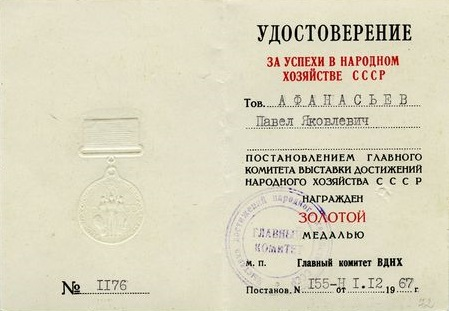
Удостоверение о награждении золотой медалью ВДНХ, 1967 год
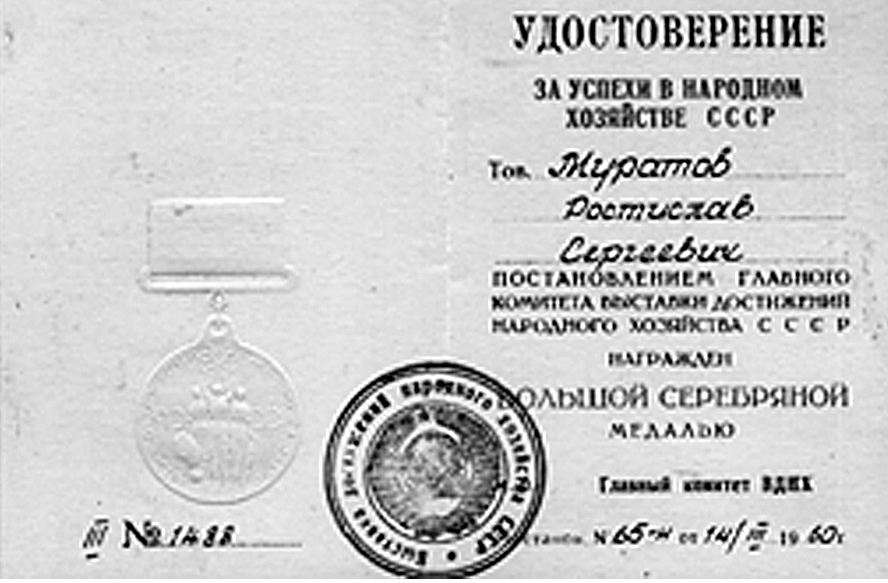
Удостоверение о награждении серебряной медалью ВДНХ, 1960 год
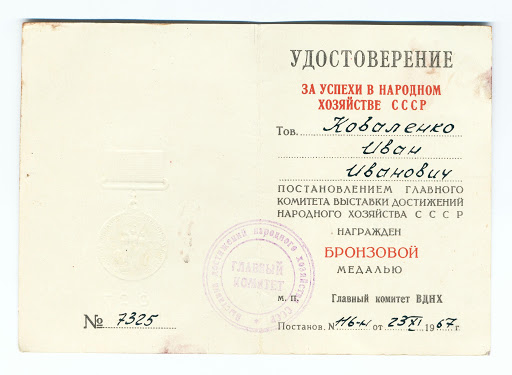
Удостоверение о награждении бронзовой медалью ВДНХ, 1967 год